# Georg Anschütz
Georg Ernst Anschütz (* 15. November 1886 in Braunschweig; † 25. Dezember 1953 in Hamburg) war ein deutscher Psychologe, der insbesondere auf dem Gebiet der Musikpsychologie  und Synästhesie arbeitete. Aufgrund seiner exponierten Rolle in der Zeit des Nationalsozialismus wurde er nach 1945 aus dem Hochschuldienst entlassen; seine Schriften wurden dennoch bis in die 1970er Jahre neu aufgelegt.  

## Leben
Anschütz wurde als Sohn des verstorbenen Taubstummenlehrers Chr. Anschütz und seiner Frau Elwine, beide preußischer Staatsangehörigkeit und evangelisch-lutherischer Konfession, in Braunschweig geboren. Er besuchte dort dreieinhalb Jahre die Bürgerschule und neun Jahre das Wilhelm-Gymnasium. Nach dem Abitur 1905 studierte er in Leipzig und München Philosophie, Psychologie und Pädagogik. Im Jahre 1908 wurde er in München bei Theodor Lipps mit einer Arbeit Über Gestaltqualitäten promoviert. Darauf hielt er sich zu Studien in Würzburg und Berlin auf und ging für ein Jahr nach Paris, wo er bei Alfred Binet im psychologisch-pädagogischen Laboratorium arbeitete. Aus dieser Zeit stammt die deutsche Bearbeitung des Binet'schen Werkes „Les idees modernes sur les enfants“ unter dem deutschen Titel Die neuen Gedanken über das Schulkind. Im Jahre 1910 kehrte er dann nach München zurück, wo er bis Ende 1911 blieb. In dieser Zeit veröffentlichte er die erste größere Arbeit Über die Methoden der Psychologie, der bald eine zweite Spekulative, exakte und angewandte Psychologie folgte. Zur Unterstützung seiner wissenschaftlichen Arbeiten erhielt er von der philosophischen Fakultät der Münchener Universität zweimal das Froschammersche Philosophiestipendium zugewiesen. Nachdem weiteren Auslandsaufenthalten, vor allem in Österreich, Italien und der Schweiz, siedelte er Anfang 1912 nach Leipzig über, wo er bei Wilhelm Wundt und Eduard Spranger arbeitete. 

### Tätigkeit in Hamburg
In Hamburg war er 1913 bis 1915 Assistent des Experimentalpsychologen Ernst Meumann in dessen Psychologischem Laboratorium. Von 1915 bis 1918 lehrte Anschütz als Professor am Dârülfünûn in Konstantinopel. 1920 wurde er an der neu gegründeten Universität Hamburg habilitiert und zum Privatdozenten ernannt, konnte aber unter Meumanns Nachfolger William Stern zunächst keine dauerhafte Anstellung erlangen. Neben Lehraufträgen und außerwissenschaftlichen Tätigkeiten profilierte sich Anschütz in jener Zeit als Pionier der Synästhesie und veranstaltete ab 1927 mehrere Kongresse zu diesem Thema, die sich sowohl an Wissenschaftler wie an interessierte Laien wandten. 1931 wurde Anschütz zum (unbesoldeten) außerplanmäßigen Professor ernannt.

### Zeit des Nationalsozialismus
Vom Aufstieg der Nationalsozialisten profitierte Anschütz unmittelbar: Nachdem sein jüdischer Institutsleiter Stern bereits im April 1933 nach dem Gesetz zur Wiederherstellung des Berufsbeamtentums entlassen worden war, erhielt Anschütz im November 1933 endlich die ersehnte Assistentenstelle. Die Stelle hatte zuvor Martha Muchow innegehabt, die von den Nazis in den Suizid getrieben worden war. Zum 1. Mai 1933 war Anschütz in die NSDAP eingetreten (Mitgliedsnummer 2.750.198), er unterzeichnete am 11. November 1933 das Bekenntnis der Professoren an den deutschen Universitäten und Hochschulen zu Adolf Hitler und dem nationalsozialistischen Staat und war zudem Leiter der NS-Kulturgemeinde in Reinbek. Von 1939 bis 1945 war Anschütz Führer der Dozentenschaft der Hamburger Universität sowie Gaudozentenbundführer von Hamburg. In dieser Eigenschaft war er für die politische Überprüfung seiner Kollegen verantwortlich und nahm Einfluss auf die Besetzung von Lehrstühlen. 1942 erhielt er endlich ein Extraordinariat für Psychologie und übernahm zugleich die Leitung des Psychologischen Instituts, das bis dahin kommissarisch von dem Nationalsozialisten Gustaf Deuchler geleitet worden war. 1944 wurde Anschütz mit dem Kriegsverdienstkreuz I. Klasse ausgezeichnet. 

### Nachkriegszeit
Aufgrund seiner exponierten Stellung als Gaudozentenführer wurde Anschütz nach Kriegsende zeitweilig interniert und dauerhaft aus dem Hochschuldienst entlassen. Ende der 1940er Jahre gründete er daraufhin eine „Freie Forschungsstelle für Psychologie und Grenzgebiete des Wissens“, in der er mit Laien sowie anderen entlassenen NS-Wissenschaftlern zusammenarbeitete und die sich u. a. mit Phänomenen des Okkultismus befasste. Daneben betreute Anschütz auch Promotionen in der Sowjetischen Besatzungszone. Kurz vor seinem Tod veröffentlichte er unter dem Titel Psychologie noch eine umfassende Gesamtdarstellung des Faches, die von Kollegen als „Lebenswerk“ gewürdigt wurde. Insbesondere sein Abriss der Musikästhetik aus dem Jahr 1930 wurde noch bis in die 1970er Jahre rezipiert und wiederholt aufgelegt.